# Karl Hermann Frank
Karl Hermann Frank (24 de janeiro de 1898 - 22 de maio de 1946) foi um proeminente oficial alemão dos sudetos nazista no Protetorado da Boêmia e Morávia antes e durante a Segunda Guerra Mundial. Atingindo o posto de Obergruppenführer, ele comandou o aparato policial nazista no protetorado, incluindo a Gestapo, o Sicherheitsdienst, e a Kriminalpolizei.  Após a guerra, Frank foi julgado, condenado e executado por enforcamento por seu papel na organização dos massacres do povo das aldeias tchecas de Lidice e Ležáky.

## Biografia
Nascido em Karlsbad, Boêmia, na Áustria-Hungria (atual Karlovy Vary, República Tcheca), Frank foi ensinado por seu pai (um proponente das políticas de Georg Ritter von Schönerer) sobre a agitação nacionalista. Frank tentou se alistar no Exército Austro-Húngaro na Primeira Guerra Mundial, mas foi rejeitado devido à cegueira do olho direito.  Ele passou um ano na faculdade de direito da Universidade Carolina de Praga e trabalhou como tutor. 
Um defensor extremo da incorporação da Sudetenland na Alemanha, Frank se juntou ao Partido Nacional-Socialista dos Trabalhadores Alemães (Deutsche Nationalsozialistische Arbeiterpartei; NSDAP) em 1923 e esteve envolvido na criação de vários capítulos do NSDAP no norte da Boêmia e Silésia.  Em 1925, Frank abriu uma livraria especializada em literatura nacional-socialista. Frank se juntou e ajudou a organizar a Frente Interna Alemã-Sudeta (SdH) em 1933, que se tornou oficialmente no Partido Alemão Sudeto (SdP) em 1935. Trabalhou depois no departamento de relações públicas e propaganda do SdP. 
Em 1935, Frank tornou-se vice-líder do SdP e foi eleito membro do Parlamento da Checoslováquia. Vindo para representar os nacional-socialistas mais radicais no SdP, Frank foi nomeado deputado Gauleiter da Sudetenland quando se tornou parte da Alemanha em outubro de 1938.  Frank ingressou oficialmente no Partido Nazista e na SS em 1º de novembro de 1938. 

## Segunda Guerra Mundial

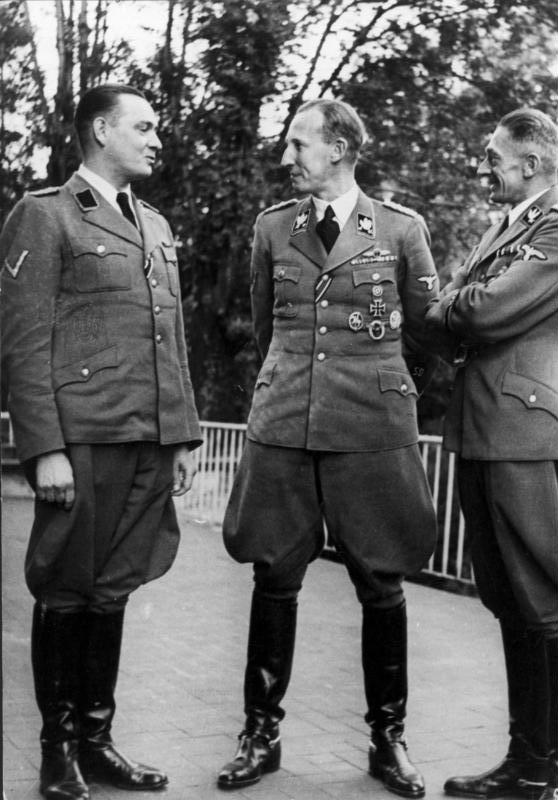
Frank com Heydrich e Böhme, setembro de 1941

Em 1939, Frank foi promovido a SS-Gruppenführer e nomeado Secretário de Estado do Protetorado do Reich da Boêmia e Morávia sob o protetor do Reich Konstantin von Neurath.  Himmler também o nomeou SS Superior e Líder da Polícia do protetorado, tornando-o seu oficial SS mais graduado. Embora nominalmente sob Neurath, Frank exercia grande poder no protetorado.  Ele controlava o aparato policial nazista no Protetorado, incluindo a Gestapo, o Sicherheitsdienst, e a Kriminalpolizei. 
Como secretário de Estado e chefe de polícia, Frank seguiu uma política de dura repressão aos dissidentes tchecos e pressionou pela prisão do primeiro-ministro da Boêmia e da Morávia, Alois Eliáš. Essas ações de Frank foram combatidas pela "abordagem suave" de Neurath aos tchecos, encorajando assim a resistência anti-alemã por meio de greves e sabotagem.  Isso frustrou Frank e o levou a trabalhar secretamente para desacreditar Neurath. 
A decisão de Hitler de adotar uma abordagem mais radical na Boêmia e na Morávia deveria ter funcionado a favor de Frank. Hitler dispensou Neurath de suas funções ativas em 23 de setembro de 1941, embora ele ainda permanecesse como Protetor do Reich no papel. Frank esperava ser nomeado vice-protetor e chefe do protetorado no dia-a-dia. Em vez disso, Hitler escolheu Reinhard Heydrich e deu-lhe um mandato para fazer cumprir a política, combater a resistência ao regime nazista e manter as cotas de produção de motores e armas tchecos que eram "extremamente importantes para o esforço de guerra alemão".  A relação de trabalho entre Frank e Heydrich era boa, pois ambos eram ambiciosos e brutais.  Eles lançaram um reinado de terror no protetorado, prendendo e matando oponentes e aumentando a deportação de judeus para campos de concentração. De acordo com Heydrich, entre 4.000 e 5.000 pessoas foram presas e entre 400 e 500 foram executadas em fevereiro de 1942. 

## Massacre de Lídice

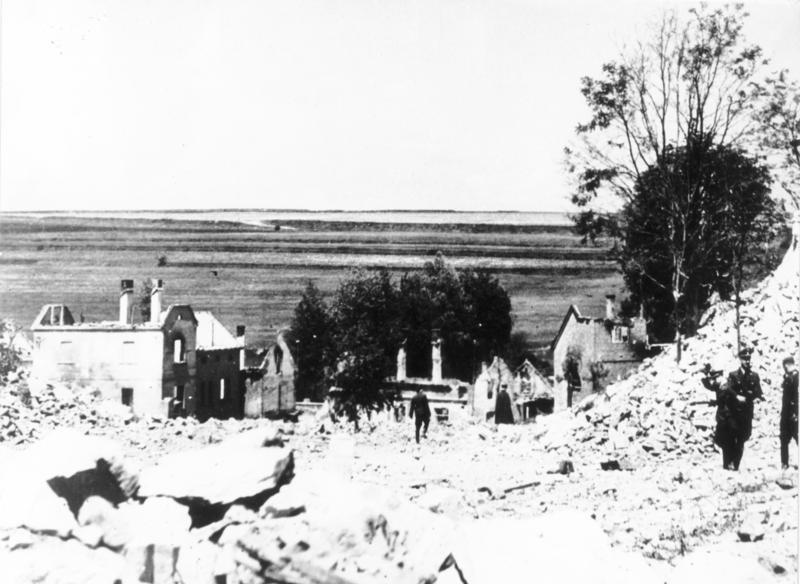
Destruição de Lídice

Quando Heydrich foi assassinado em 1942, Frank foi mais uma vez preterido na promoção a vice-protetor; Kurt Daluege foi escolhido em seu lugar. Daluege e Frank foram fundamentais para iniciar a destruição das aldeias tchecas de Lidice e Ležáky, a fim de se vingar da população tcheca pela morte de Heydrich. Quando se tratava da população de Lídice, Frank ordenou que Horst Böhme, o chefe do SiPo e do SD em Praga, atirasse em todos os homens, mandasse todas as mulheres para campos de concentração e colocasse as poucas crianças consideradas dignas de "germanização" sob os cuidados de famílias da SS na Alemanha, sendo o restante assassinado. 

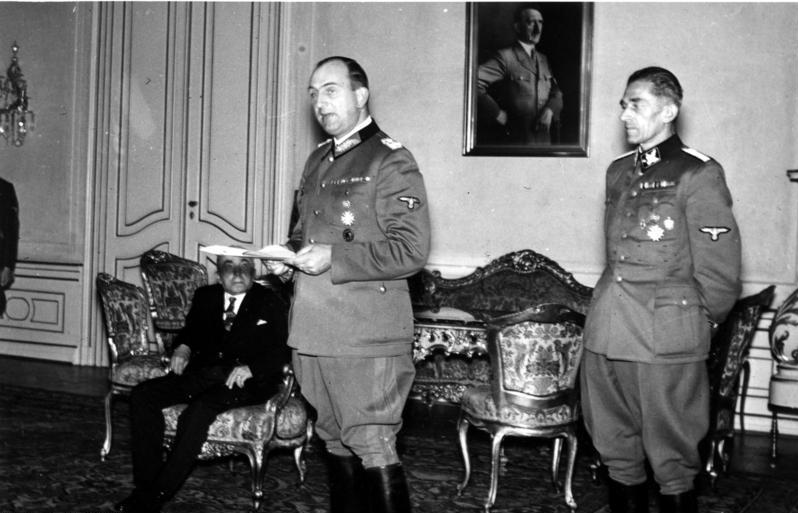
Emil Hácha (ao fundo), Presidente do Estado da Boêmia e Morávia, Daluege e Frank, setembro de 1942

Em junho de 1943, Frank foi promovido a SS-Obergruppenführer e General da Polícia em Praga. Frank também foi nomeado general da Waffen-SS.  Sob Daluege, Frank continuou a consolidar seu poder e, quando Wilhelm Frick foi nomeado Protetor do Reich em agosto de 1943, Frank era o oficial mais poderoso da Boêmia e da Morávia.  Em agosto de 1943, ele foi nomeado Ministro de Estado do Protetorado da Boêmia e Morávia e recebeu o posto de gabinete e status, mas sem o título formal de Reichsminister. 

### Operações antipartidárias
Em 1944, ele conduziu pessoalmente uma guerra antipartidária na Morávia com o objetivo de destruir a brigada guerrilheira Jan Žižk . Apesar do destacamento de 13.000 soldados e execuções sumárias de civis suspeitos de apoiar os guerrilheiros, os alemães não conseguiram destruir a brigada guerrilheira e concluíram falsamente que a ameaça havia sido eliminada. 

## Julgamento e execução

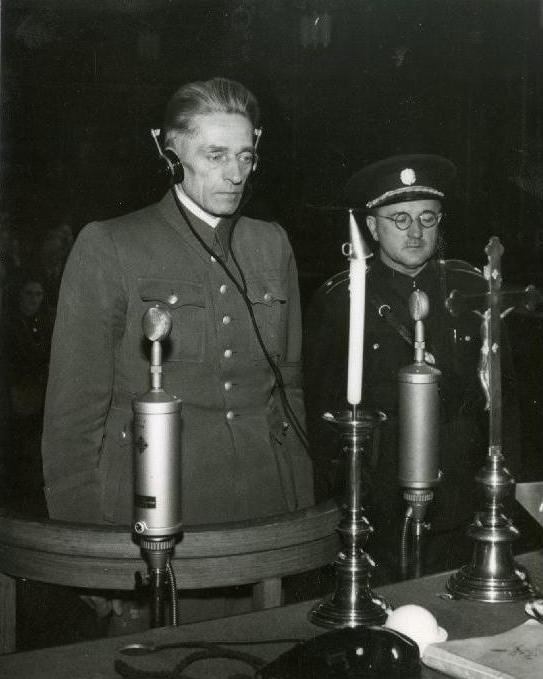
Frank em frente ao Tribunal Popular em Praga, 21 de maio de 1946

Frank foi preso por tropas do Exército dos EUA na área de Rokycany em 9 de maio de 1945. Ele foi extraditado para o Tribunal Popular em Praga e julgado em 1946. Após ser condenado por crimes de guerra e pela destruição de Lidice e Ležáky, Frank foi condenado à morte. Ele foi enforcado em 22 de maio de 1946 no pátio da Prisão Pankrác em Praga, diante de 5.000 espectadores.  Ele foi enterrado em uma cova anônima no cemitério Ďáblice de Praga.

## Vida pessoal
Frank foi casado duas vezes. Em 21 de janeiro de 1925 ele se casou com Anna Müller (nascida em 5 de janeiro de 1899 em Karlsbad). O casal teve dois filhos, Harald, nascido em 20 de janeiro de 1926, e Gerhard, nascido em 22 de abril de 1931. Eles se divorciaram em 17 de fevereiro de 1940 e, no final daquele ano, Müller casou-se com o sucessor de Frank como deputado Gauleiter de Sudetenland, SA-Brigadeführer Fritz Köllner.
Em 14 de abril de 1940, Frank casou-se novamente com uma médica, Karola Blaschek (nascida em 13 de agosto de 1913 em Brüx). O casal teve três filhos, duas filhas Edda (nascida em 16 de agosto de 1941) e Holle-Sigrid (nascida em 8 de março de 1944), e um filho Wolf-Dietrich (nascido em 20 de agosto de 1942). 